# Neritos neretina
Neritos neretina är en fjärilsart som beskrevs av Dyar 1898. Neritos neretina ingår i släktet Neritos och familjen björnspinnare. Inga underarter finns listade i Catalogue of Life.